# アレキサンダー・ローゼンバーグ
アレキサンダー・ローゼンバーグ（Alexander Rosenberg）は、アメリカ合衆国の哲学者、デューク大学の哲学教授。2015年には小説も出版した。

## 人物
ニューヨーク市立大学シティカレッジにて1967年に文科系学士を取得。1971年にジョンズ・ホプキンズ大学にて哲学博士を取得。1993年に、科学哲学の分野の賞のラカトシュ賞を受賞。

## 著書
- Philosophy of science 翻訳書『科学哲学 : なぜ科学が哲学の問題になるのか』2011、春秋社